# Flemming Christensen
Flemming Christensen (ur. 10 kwietnia 1958 w Kopenhadze) – piłkarz duński grający na pozycji napastnika. Jest ojcem Nicka Christensena, także piłkarza.

## Kariera klubowa
Karierę piłkarską Christensen rozpoczął w klubie Akademisk BK z Kopenhagi. W 1979 roku zadebiutował w jego barwach w drugiej lidze duńskiej. W 1981 roku przeszedł do pierwszoligowego Lyngby BK i na koniec sezonu wywalczył z nim wicemistrzostwo Danii.
Latem 1982 roku Christensen przeszedł do francuskiego AS Saint-Étienne. Tam grał przez sezon i w połowie 1983 roku wrócił do Lyngby. Jeszcze w tym samym roku został z nim mistrzem kraju, a w 1984 i 1985 roku zdobył Puchar Danii.
W 1986 roku Christensen ponownie wyjechał zagranicę. Został piłkarzem szwajcarskiego FC Aarau. Bez większych sukcesów grał w nim przez dwa lata. W 1988 roku znów zaczął grać w Lyngby. W 1990 roku zdobył z nim swój trzeci puchar kraju, a w 1992 roku wywalczył drugi tytuł mistrzowski. W 1992 roku wrócił do Akademisk BK, a w 1993 roku zakończył karierę jako zawodnik Lyngby.

## Kariera reprezentacyjna
W reprezentacji Danii Christensen zadebiutował 5 maja 1982 roku w zremisowanym 1:1 towarzyskim meczu ze Szwecją. W 1986 roku został powołany przez selekcjonera Seppa Piontka do kadry na Mistrzostwa Świata w Meksyku. Tam był rezerwowym i nie rozegrał żadnego spotkania. Od 1982 do 1989 roku rozegrał w kadrze narodowej 11 meczów i strzelił 2 gole.

## Kariera trenerska
Po zakończeniu kariery piłkarskiej Christensen został trenerem. Prowadził Slagelse B&I, Akademisk BK i Næstved BK. Od 2007 roku ponownie był trenerem Akademisk BK. W listopadzie 2011 roku przeniósł się na Wyspy Owcze, by poprowadzić ÍF Fuglafjørður, rozgrywający mecze w Effodeildin. Drużynę prowadził w sezonie 2012 i wywalczył z nią drugie miejsce w ligowej tabeli. Uzyskał tytuł Trenera Roku 2012, a następnie zrezygnował z pracy w ÍF i przeszedł do norweskiego Vard Haugesund, który zaczął trenować od maja 2013. Pozostawał jego trenerem do końca sezonu. Od roku 2016 trenuje FC Græsrødderne.